# 中央運輸
中央運輸株式会社（ちゅうおううんゆ、Chuounyu Co., Ltd.）は、東京都中央区に本社を置く運送会社である。医薬品物流を得意としている。

## 沿革
- 1947年（昭和22年）6月 - 中央運輸を個人創業。
- 1948年（昭和23年）8月 - 中央運輸株式会社を設立。
- 1996年（平成8年）6月 - 株式を店頭公開（現在のジャスダック）。
- 2009年（平成21年）8月26日 - 上場廃止。
- 2009年（平成21年）9月1日 - 株式交換により株式会社スズケンの完全子会社となる。

## 関連会社
- P・J・Dネットワーク株式会社